# Clervaux

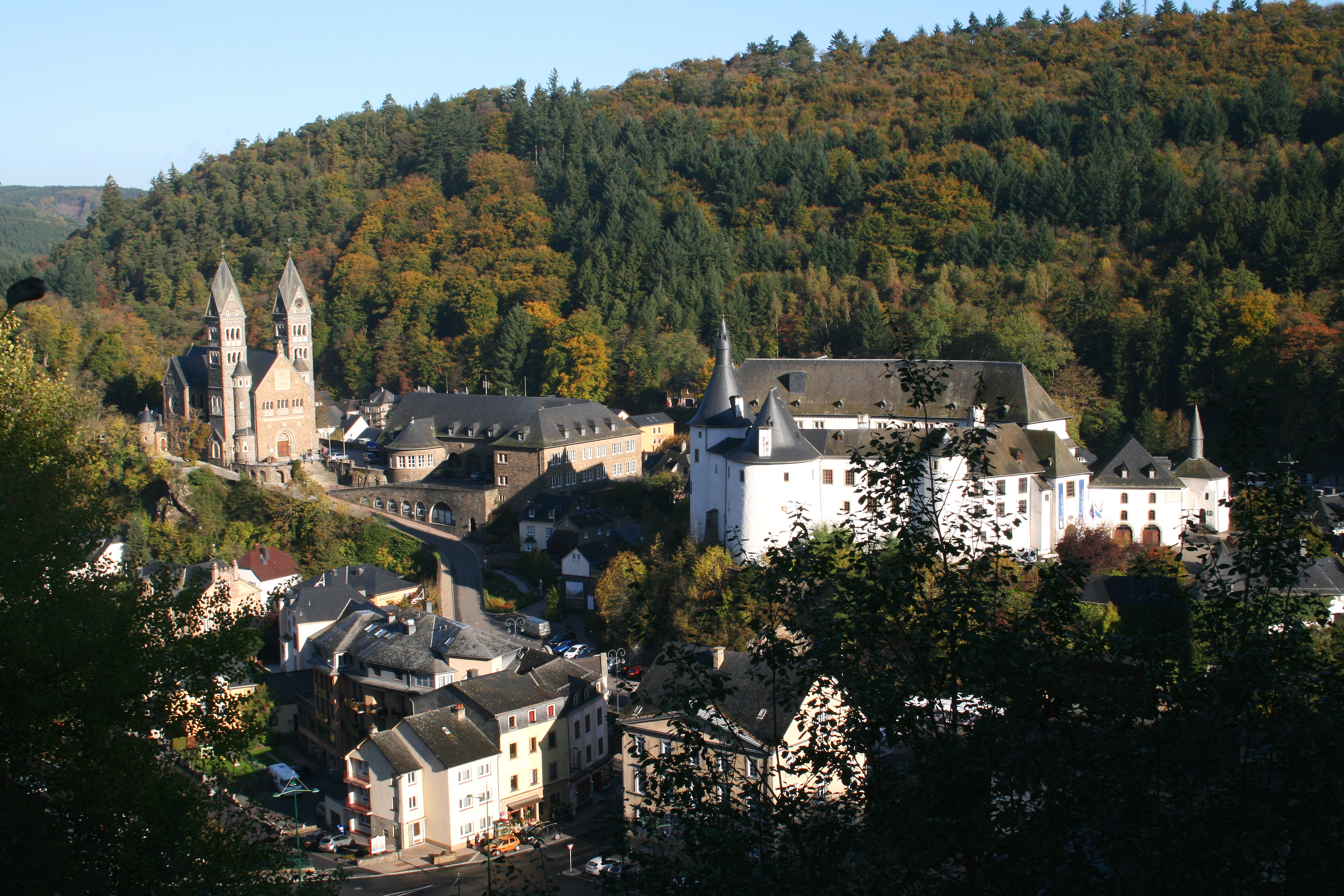
Clervaux

Clervaux (Luxemburgs: Klierf, Duits: Clerf) is een stad en gemeente in het noorden van het Groothertogdom Luxemburg. De stad is de hoofdstad van het gelijknamige kanton Clervaux.

## Algemene informatie
Clervaux (Luxemburgs: Klierf, Duits: Clerf) is een stad en gemeente in het noorden van het Groothertogdom Luxemburg. De stad fungeert als hoofdstad van het gelijknamige kanton Clervaux. Op 1 januari 2012 zijn de voormalige gemeenten Munshausen en Heinerscheid toegevoegd aan Clervaux. Per 1 januari 2024 telde de gemeente 6.121 inwoners, waarvan ongeveer een derde niet de Luxemburgse nationaliteit bezit.

## Algemene bijdrage
Clervaux speelt een belangrijke rol op cultureel, economisch en toeristisch vlak in het noorden van Luxemburg. De stad is vooral bekend om zijn historisch erfgoed, waaronder het Kasteel van Clervaux, dat de permanente fototentoonstelling "The Family of Man" huisvest. Deze tentoonstelling, samengesteld door de Luxemburgse fotograaf Edward Steichen, is sinds 2003 opgenomen op de UNESCO Werelderfgoedlijst en trekt jaarlijks veel bezoekers uit binnen- en buitenland.

### Culturele en architecturale waarde
- Parochiekerk van de heiligen Cosmas en Damianus in Rijnromaanse stijl
- Benedictijnenabdij van Saint-Maurice in neoromaanse stijl
- Loretto-kapel, bekend om zijn barokke architectuur
- Deze gebouwen zijn herkenbare oriëntatiepunten en versterken het culturele karakter van Clervaux The Family of Man.

### Toerisme en natuur
Clervaux is een geliefde bestemming voor wandelaars en fietsers dankzij de aanwezigheid van natuurpaden zoals het Éislek Pad en het voormalige dierenpark. De stad biedt een ruim aanbod aan hotels en restaurants, die bijdragen aan de regionale economie.

### Economische bijdrage
Naast toerisme speelt Clervaux een rol in regionale samenwerking en lokale economie. Voorzieningen als winkels, horeca en de organisatie van culturele evenementen zorgen voor werkgelegenheid en economische dynamiek in de omgeving.

### Sociale initiatieven
In Clervaux bevinden zich verschillende sociale diensten, waaronder de Croix Rouge “Buttek” die lokale ondersteuning aan kwetsbare groepen aanbiedt.
Zie ook de pagina’s over Kasteel van Clervaux en The Family of Man voor meer informatie over deze bezienswaardigheden.

## Bezienswaardigheden
- Op een van de omliggende heuvels ligt de Benedictijnenabdij van St-Maurice en St-Maur, gebouwd in de neoromaanse stijl in 1910, naar het model van de beroemde abdij van Cluny.
- De oude burcht uit de middeleeuwen. Deze heeft in de Tweede Wereldoorlog zwaar geleden.
- In het stadje Clervaux ligt een kerk in Romaans-Rijnlandse stijl.
- Kasteel van Clervaux, daterend uit de 12e eeuw en de 17e eeuw. In het kasteel is een klein oorlogsmuseum gevestigd. Ook is hier de permanente fototentoonstelling The Family of Man, van Edward Steichen. Deze tentoonstelling is reeds in 1955 geopend in het Museum of Modern Art in New York en is sinds 1964 in Clervaux te zien. Sinds 2003 staat hij op de "Memory of the world" lijst van UNESCO.[5]
- Parochiekerk uit 1911.
- De kapel van Onze Lieve Vrouw van Lorette.
- Abdijtoren.
- Drielandenpunt met Europamonument

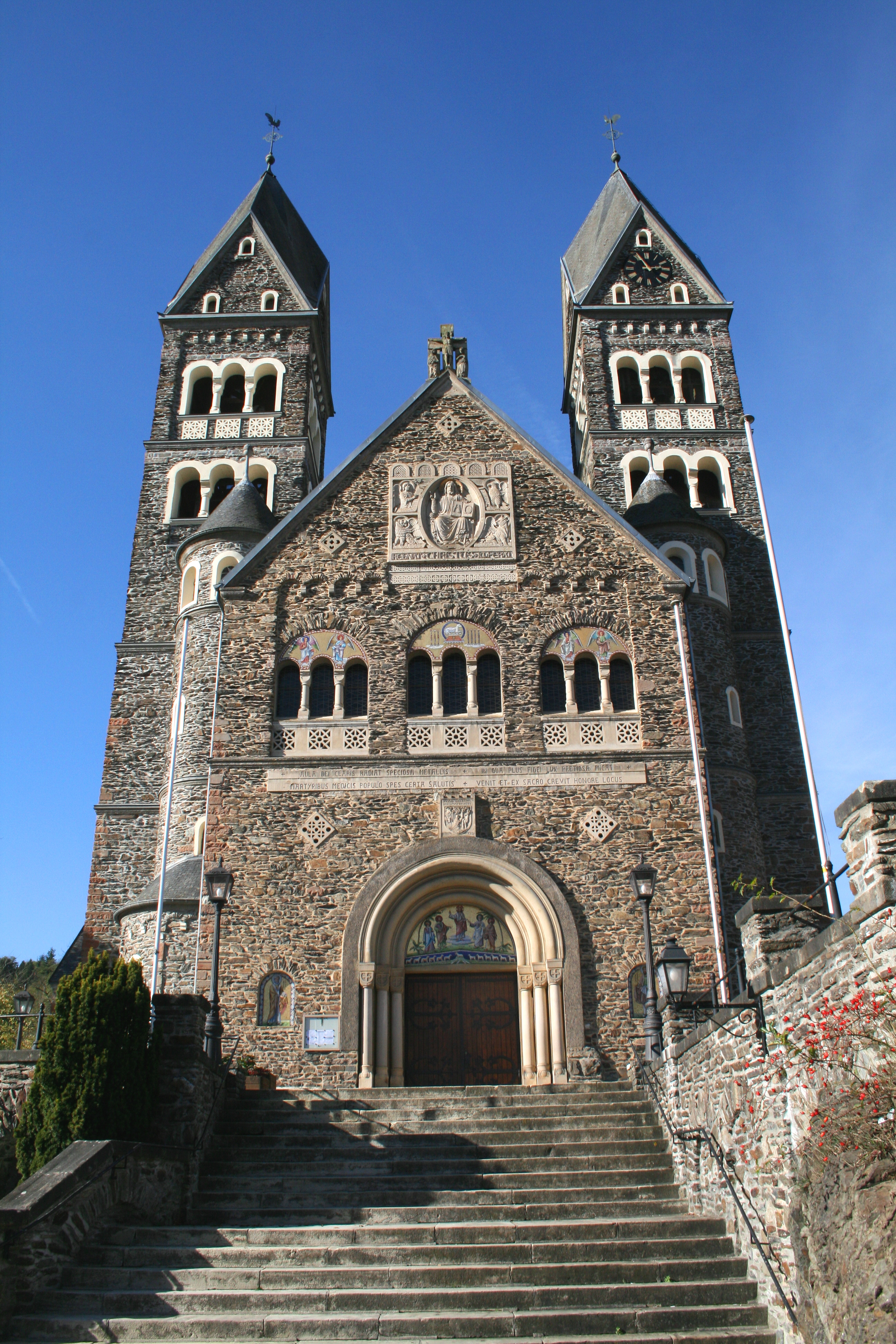
Kerk van de Heiligen Cosmas en Damianus (1910-1912).
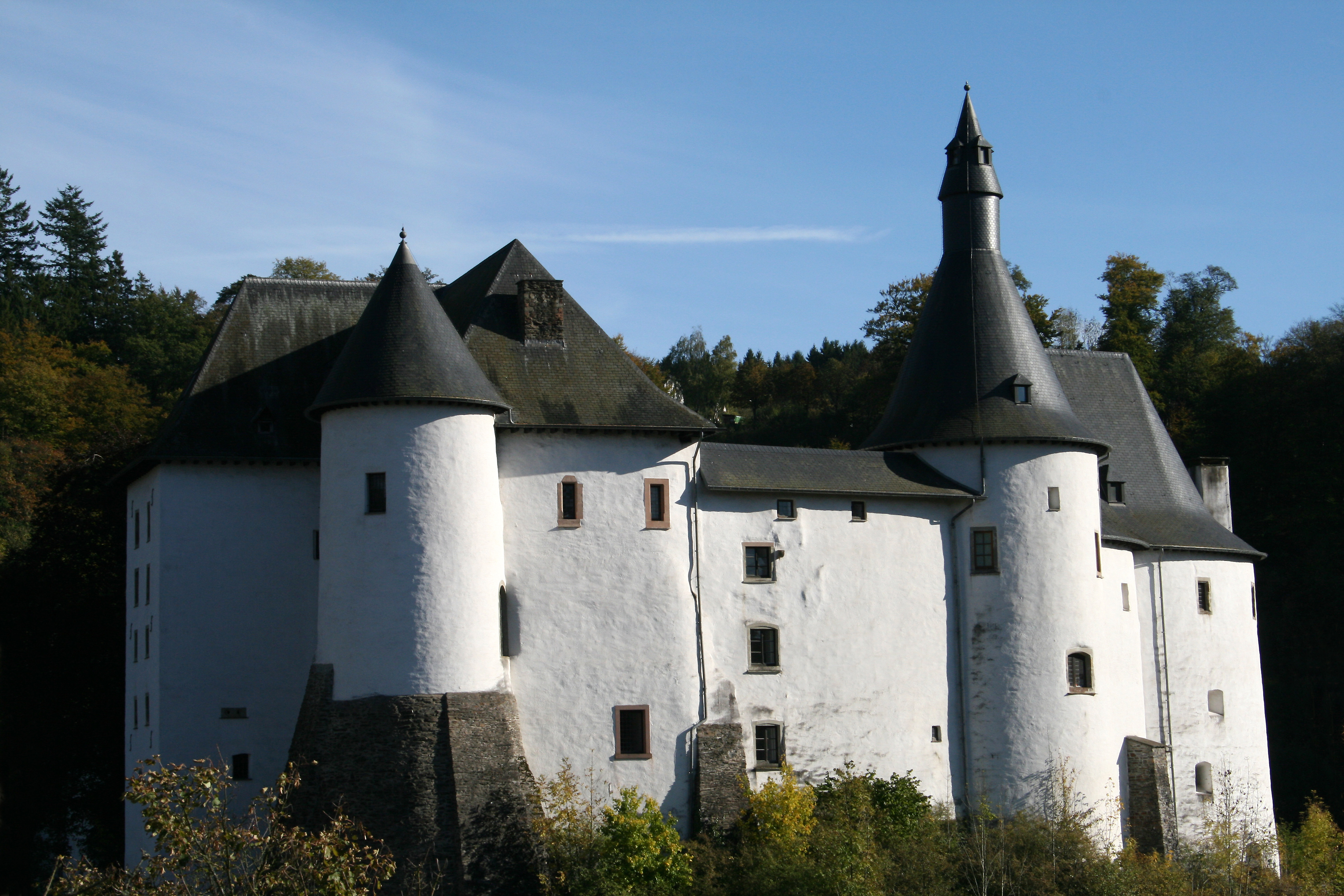
Het slot

## Plaatsen in de gemeente
- Clervaux
- Drauffelt
- Eselborn
- Fischbach
- Grindhausen
- Heinerscheid
- Hupperdange
- Kalborn
- Lieler
- Marnach
- Munshausen
- Reuler
- Roder
- Siebenaler
- Urspelt
- Weicherdange

## Geboren
- Édouard Thilges (1817-1904), politicus
- Albert Kratzenberg (1890-1966), beeldhouwer
- Léopold Hoffmann (1915-2008), auteur, literatuurcriticus en docent
- Jean Goedert (1943-1998), beeldhouwer en kunstschilder

## Overleden
- Peter Prüm (1886-1950), Luxemburgs politicus

## Partnersteden
- Horezu, Roemenië